# Piccole e medie imprese
Le piccole e medie imprese o PMI sono imprese le cui dimensioni rientrano entro certi limiti occupazionali e finanziari prefissati. Per questa ragione, e anche per le oggettive difficoltà di attrarre capitali, Stati e Regioni di solito mettono in atto politiche di sostegno verso le PMI.
Le PMI si comportano in modo diverso rispetto a quelle di dimensioni maggiori, sia per la diversa tipologia di organizzazione, dato che spesso sono gestite direttamente dal loro proprietario, sia per la limitata disponibilità di capitali, il che comporta politiche gestionali differenti.

## PMI in Europa
L'abbreviazione PMI (o SME in inglese) è diffusa soprattutto nell'Unione europea e nelle organizzazioni internazionali, quali la Banca Mondiale, le Nazioni Unite e l'OMC. In altri paesi è usata l'abbreviazione SMB, "Small or Medium sized Business".
In tutti i paesi dell'UE, le PMI sono complessivamente il 99% di tutte le imprese esistenti
Ciascuno stato membro dell'UE ha tradizionalmente utilizzato una propria definizione di PMI. Per esempio, in Italia, il limite era 250 addetti (calcolati come ULA cioè gli FTE) che salivano a 500 in Germania e scendevano a 100 in Belgio. Oggi, invece, l'Unione europea ha uniformato il concetto di PMI come segue:
| Tipo            | Occupati (ULA) |   | Fatturato (milioni di €) |        | Totale di bilancio (milioni di €) |
| --------------- | -------------- | - | ------------------------ | ------ | --------------------------------- |
| Media impresa   | < 250          | e | ≤ 50                     | oppure | ≤ 43                              |
| Piccola impresa | < 50           | e | ≤ 10                     | oppure | ≤ 10                              |
| Micro impresa   | < 10           | e | ≤ 2                      | oppure | ≤ 2                               |

## PMI negli Stati Uniti
Negli Stati Uniti le PMI, definite come imprese con meno di 500 dipendenti, rappresentano il 99,9% delle aziende statunitensi, secondo la Small Business Administration. Di questi 33 milioni di aziende, solamente 6 milioni di queste hanno dipendenti retribuiti. Rappresentano poco meno della metà dell'occupazione totale nel settore privato (46%).

## Definizione PMI
Già con la Raccomandazione 96/280/CE del 3 aprile 1996, la Commissione europea volle sottolineare la necessità di definire le PMI in modo preciso ed unitario. La difformità dei criteri utilizzati per definire le PMI e, di conseguenza, la molteplicità  di definizioni utilizzate a livello unitario e a livello nazionale sarebbe potuta diventare fonte di incoerenza. Il programma aveva lo scopo di aumentare il coordinamento tra le iniziative dell'Unione a favore delle PMI, con quelle intraprese a livello nazionale. In un mercato unico senza frontiere interne le imprese devono essere oggetto di politiche basate su regole comuni, se si considera, infatti, la forte interazione tra le misure di sostegno nazionali e dell'Unione a favore di questa categorie di imprese (per esempio, fondi strutturali e di ricerca), è fondamentale evitare che l'Unione sviluppi progetti mirati al sostegno di una determinata categoria di PMI, mentre gli Stati membri guardino verso altre.
L'utilizzo della stessa definizione da parte della Commissione, degli Stati membri, della Banca europea degli investimenti (BEI) e dal Fondo europeo per gli investimenti (FEI)  ha reso possibile aumentare la coerenza e l'efficacia delle politiche indirizzate alle PMI e ha limitato il conseguente rischio di distorsione della concorrenza. Così la Commissione raccomandò l'adozione di quattro criteri per l'identificazione di questa categoria di imprese: numero dei dipendenti, fatturato, totale di bilancio e indipendenza, nonché le soglie di 50 e 250 dipendenti, rispettivamente per le piccole e medie imprese.
Con la Raccomandazione 2003/361/CE del 6 maggio 2003, la Commissione ha provveduto ad aggiornare le regole sulla base delle quali un'impresa può essere definita PMI, con decorrenza dal 1º gennaio 2005. Come in quella precedente (96/280/CE), che non risultava più adeguata alla corretta determinazione della classe dimensionale delle imprese destinatarie di aiuti pubblici, il criterio del numero degli occupanti svolge un ruolo principale, in quanto uno dei più significativi; tuttavia per poter comprendere al meglio l'impresa, sotto un'ottica di risultati e di posizionamento rispetto ai concorrenti, svolge un ruolo altrettanto importante il criterio finanziario. Questo criterio prevede l'analisi sia del fatturato che del totale di bilancio, che rispecchia la ricchezza generale dell'impresa; la necessità di prendere in considerazione entrambi i valori nasce dalle differenze di fatturato che vi sono tra i diversi settori.
La nuova raccomandazione oltre ad essere andata a modificare i parametri finanziari di identificazione di una PMI, ha voluto anche meglio definire le microimprese, che svolgono un ruolo fondamentale nello sviluppo imprenditoriale e nella creazione di posti di lavoro, aggiungendo ai limiti sul numero dei dipendenti, anche quelli sul fatturato o sul totale dell'attivo dello Stato patrimoniale.
Si può notare come le variazioni, che sono state apportate, sono tutt'altro che trascurabili; infatti consentono ad un gran numero di imprese di entrare a far parte di questa categoria oggetto di agevolazioni e di attenzioni provenienti, come già sottolineato, sia da organismi dell'Unione europea sia nazionali.
Ora vediamo come l'Allegato 1/2 della raccomandazione prevede che vengano suddivise le PMI:
- media impresa, quando il numero dei dipendenti è inferiore a 250, quando il fatturato annuo non supera i 50 milioni di Euro o il totale dell'attivo dello Stato Patrimoniale non supera i 43 milioni di Euro.
- piccola impresa, quando il numero di dipendenti è inferiore a 50, quando il fatturato annuo o il totale dell'attivo dello Stato Patrimoniale annuo non superino i 10 milioni di Euro.
- microimpresa, quando il numero dei dipendenti è inferiore a 10, quando il fatturato annuo o il totale dell'attivo dello Stato Patrimoniale annuo non superino i 2 milioni di Euro.

Altra importante modifica apportata al documento da parte della Commissione, riguarda la nozione di indipendenza. Mentre in quello precedente (96/280/CE) venivano considerate imprese indipendenti "quelle il cui capitale o i cui diritti di voto non sono detenuti per 25% o più da una sola impresa, oppure, congiuntamente, da più imprese non conformi alle definizioni di PMI o di piccola impresa, secondo i casi", la nuova definizione prevede che non sia considerata "autonoma", ai fini della determinazione dei parametri dimensionali, "l'impresa collegata" e "l'impresa associata". Per quanto riguarda quest'ultima, si intende quella il cui 25% del capitale o dei diritti di voto è in mano, da sola o insieme a una o più imprese collegate; soglia che può essere raggiunta o superata qualora siano presenti le categorie di investitori, specificate nell'Allegato 1/3 della raccomandazione 1442 , che in particolare riguardano il settore pubblico e istituzionale. L'eccezione vale però solo se gli stessi investitori non sono individualmente o congiuntamente collegati all'impresa e se non intervengono direttamente o indirettamente nella gestione dell'impresa.
In riferimento allo stesso Allegato vengono definite come "imprese collegate" le imprese tra le quali intercorre una delle relazioni di seguito elencate:
1. "un'impresa detiene la maggioranza dei diritti di voto degli azionisti o soci di un'altra impresa";
2. "un'impresa ha diritto di nominare o revocare la maggioranza dei membri del consiglio di amministrazione, direzione o sorveglianza";
3. "un'impresa ha il diritto di esercitare un'influenza dominante su un'altra impresa in virtù di un contratto concluso con quest'ultima oppure in virtù di una clausola dello statuto di quest'ultima";
4. "un'impresa azionista o socia di un'altra impresa controllata da sola, in virtù di un accordo stipulato con altri azionisti o soci dell'impresa, la maggioranza dei diritti di voto degli azionisti o soci di quest'ultima".

Più volte è stato sollevato, dalla stessa categoria d'imprese, il problema che le nuove regole, soprattutto per quanto riguarda il calcolo del capitale col metodo IRB (Internal Rating Based), avrebbero probabilmente causato un'eccessiva onerosità nella concessione dei crediti alle PMI. È per questo che il Comitato di Basilea ha permesso un abbattimento del requisito patrimoniale sugli impieghi retail del 25%; quindi alle imprese, a parità di condizioni, sarà richiesto un prezzo inferiore del denaro, in quanto la banca stessa affronterà un costo inferiore, dovuto al minor assortimento di capitale previsto. Il Comitato, basandosi sulle differenze che esistano all'interno della categoria, ha individuato due differenti portafogli: corporate e retail. Per essere incluse nel portafoglio retail il Comitato di Basilea ha stabilito che i crediti devono soddisfare i seguenti quattro criteri :
- il criterio della destinazione: l'esposizione deve essere nei confronti di una o più persone fisiche e/o garantita da una o più persone fisiche. In questa categoria rientrano anche le imprese di piccole dimensioni.
- il criterio della tipologia: i crediti e linee di credito rotativi (per esempio: carte di credito e scoperti di conto), prestiti personali e contratti di leasing con vincolo di durata (come i finanziamenti rateali, mutui per l'acquisto o il leasing di autoveicoli e crediti al consumo), facilitazioni e aperture di credito a favore di piccole imprese. I titoli, come obbligazioni e azioni, quotati o meno in mercati ufficiali, sono espressamente esclusi da questa categoria. I mutui ipotecari sono esclusi nella misura in cui sono ammessi al trattamento riservato ai crediti garantiti da ipoteca su immobili residenziali;
- il criterio del frazionamento: l'autorità di vigilanza deve assicurarsi che il portafoglio retail sia diversificato in misura sufficiente a ridurre i rischi, l'esposizione aggregata verso una controparte non può essere superiore allo 0,2% nel portafoglio retail complessivo;
- il criterio dell'esposizione massima: l'esposizione massima aggregata nei confronti di una singola controparte non può eccedere la soglia massima di 1 milione di Euro.

In alternativa, l'esposizione è considerata corporate e il requisito patrimoniale richiesto gode di uno "sconto" in funzione della dimensione aziendale: più il fatturato è vicino a 5 milioni, più lo "sconto" sarà elevato; viceversa, più il fatturato si avvicina ai 50 milioni, più lo sconto sarà inferiore.
C'è da aggiungere che nel diritto del lavoro italiano, è esperibile la seguente distinzione (soprattutto ai fini del collocamento dei lavoratori disabili):
- fino a 15 dipendenti 
- da 15 a 35 dipendenti 
- da 35 a 50 dipendenti 
- con più di 50 dipendenti.

## Nuova definizione
Dal 2024 è in vigore la Direttiva (UE) 2023/2775 (relativa ai bilanci d’esercizio, ai bilanci consolidati e alle relative relazioni di talune tipologie di imprese) che aggiorna i parametri e definisce grande, media, piccola e micro impresa. Tenere presente che la UE e, di conseguenza l'Italia, ha altre definizioni per applicazioni diverse.
Micro imprese:
Totale dello stato patrimoniale: 450.000 euro
-Ricavi netti delle vendite e delle prestazioni: 900.000 euro
-Numero medio addetti durante l’esercizio: fino a 10
Piccole Imprese:
-Totale dello stato patrimoniale: 5 milioni euro
-Ricavi netti delle vendite e delle prestazioni: 10 milioni euro
-Numero medio addetti durante l’esercizio: fino a 50
-Gli Stati membri possono optare per soglie superiori, ma non oltre i 7,5 milioni euro per lo stato patrimoniale e i 15 milioni euro per i ricavi netti delle vendite e delle prestazioni.
Medie Imprese:
-Totale dello stato patrimoniale: 25 milioni euro
-Ricavi netti delle vendite e delle prestazioni: 50 milioni euro
-Numero medio addetti durante l’esercizio: fino a 250
Grandi Imprese (superando almeno due dei tre criteri sotto):
-Totale dello stato patrimoniale: oltre 25 milioni euro
-Ricavi netti delle vendite e delle prestazioni: oltre 50 milioni euro
-Numero medio addetti durante l’esercizio: oltre 250.
La legislazione indica i criteri per definire le categorie di addetto che rientrano nella definizione e i criteri di calcolo della quantità.

## Diffusione
Il rapporto tra PMI e grandi aziende o multinazionali varia da paese a paese e caratterizza il sistema economico-produttivo di ciascun paese: l'Italia ad esempio è nota per essere un paese con una forte diffusione di PMI rispetto a grandi aziende con implicazioni sul suo assetto economico (vedi economia italiana). Questo fattore spesso è considerato una debolezza intrinseca (minore stabilità economica) rispetto ad altri paesi con componente maggiore presenza di grandi imprese/industrie che regolano la competitività a livello internazionale.
Piccole e medie aziende soffrono spesso la concorrenza di grandi aziende e multinazionali, necessitando anch'esse del ricorso al credito da parte degli istituti bancari per promuovere i propri investimenti per ricerca e sviluppo o altri progetti finanziari, ricorso che però spesso è valutato più rischioso dagli istituti di credito e quindi concesso da questi meno favorevolmente e frequentemente.

## PMI e occupazione
In Italia le PMI coprono l'80% dell'occupazione e, almeno tra il 2002 e il 2010, in UE hanno sostenuto il ruolo più importante nella crescita dell'occupazione in Europa.

## Andamento delle PMI nel 2017 e nei primi sei mesi del 2018
Nel 2017 le PMI hanno beneficiato della congiuntura economica positiva. Sono aumentati i ricavi, con risultati particolarmente brillanti per le PMI che operano nei settori industriali, è cresciuto il valore aggiunto e la cassa (disponibilità di denaro contante) ha superato i livelli pre-crisi.
Le PMI hanno anche continuato a beneficiare della politica monetaria espansiva della BCE in termini di minori costi per il servizio del debito. Questo ha contribuito a un aumento della redditività netta. L’industria è il settore che ha recuperato più velocemente livelli di redditività elevati.
Le PMI più aperte agli scambi con l’estero hanno registrato migliori performance rispetto alle imprese con minore vocazione all’estero. I risultati sono evidenti in termini di valore aggiunto, produttività, di capacità di generare cassa e, soprattutto, di redditività rispetto alle PMI con bassa vocazione internazionale.
Il numero di PMI è fortemente aumentato nel 2016 e nel 2017, passando da 141.000 a 152.000 unità e tornando oltre i livelli pre-crisi. In parte la ripresa del numero di PMI è spiegata dai flussi migratori dalla fascia delle microimprese a quella delle PMI e in parte dalla forte riduzione, osservata fino alla fine del 2017, del numero di PMI uscite dal mercato a seguito di un default o di una liquidazione volontaria.
Pur in crescita, i debiti in bilancio delle PMI risultano ampiamente sostenibili. Anche il rapporto tra oneri e debiti finanziari, uno degli indici più spesso utilizzati dagli analisti per valutare la sostenibilità dei debiti, evidenzia un netto miglioramento. Vi ha contribuito la crescita dei margini, la dinamica contenuta dei debiti finanziari e, soprattutto, la diminuzione del costo del debito.
Segnali di rallentamento nel 2018. Diversi indicatori monitorati per la prima metà del 2018 sembrano suggerire che la ripresa delle PMI abbia raggiunto un suo picco positivo nel corso del 2017, per poi rallentare o invertire la tendenza nei mesi successivi.
I dati della demografia di impresa forniscono alcune indicazioni in questo senso. Nella prima metà del 2018 è tornato ad aumentare il numero di PMI uscite dal mercato, principalmente per l’inversione di tendenza delle liquidazioni volontarie di imprese in bonis: l’andamento di questo indicatore riflette le aspettative di profitto da parte degli imprenditori, dal momento che la chiusura volontaria è generalmente legata a margini attesi giudicati non adeguati per proseguire l’attività imprenditoriale.
Nello stesso periodo è invece proseguito il calo dei fallimenti, ma anche in questo caso a ritmi decisamente meno positivi rispetto a quelli del 2017.
Anche molte delle tendenze relative alle abitudini di pagamento sembrano suggerire che la fase di miglioramento delle PMI in atto dal 2013 sia giunta a compimento. Già negli ultimi mesi del 2017 è tornato ad aumentare il valore dei mancati pagamenti delle PMI, una tendenza che è proseguita nei primi sei mesi del 2018. Inoltre, sono tornati a crescere i giorni medi di ritardo delle PMI. Questo è stato accompagnato da un aumento dei ritardi gravi, superiori a due mesi, casi che possono sfociare in mancati pagamenti o default.

## Riferimenti normativi

### Definizione
- Raccomandazione della  Commissione europea 2003/361/CE del 6 maggio 2003.
- Allegato 1 al  Regolamento (UE) n. 651/2014.